# موج و صخره
موج و صخره نام یک مجموعهٔ تلویزیونی ایرانی به کارگردانی مجید صالحی است که در نوروز ۱۳۹۰ از شبکه تهران پخش شد. این مجموعه محصول زمستان ۱۳۸۹ است. محل فیلم برداری تهران و کیش بوده.

## خلاصه داستان
دو زوج جوان به نام‌های «صدف» و «چاوش» که پس از مشکلات متعدد با یکدیگر ازدواج کرده‌اند، تصمیم می‌گیرند برای گذراندن ماه عسل به جزیرهٔ کیش سفر کنند. در این میان، به علت دیر رسیدن به فرودگاه، از هواپیما جا می‌مانند و به پیشنهاد «صدف»، این دو تصمیم می‌گیرند با قطار به کیش بروند؛ اما در ایستگاه قطار، ساک «چاوش» را می‌زنند و در همین بین یک فرد که تحت تعقیب است با آن‌ها برخورد می‌کند و….
.

## ساخت سریال و حواشی
این سریال در آغاز «کیش و مات» نام داشت و فیلم‌نامهٔ آن ۵ سال پیشتر از آغاز تولید، توسط «امیرعباس پیام» نوشته شده و رضا عطاران نیز مشاور فیلم‌نامه بوده‌است. سریال از نیمهٔ دی‌ماه و به‌مدت ۲ ماه و نیم در تهران و جزیرهٔ کیش تصویربرداری شد. به تقاضای مجید صالحی، سکانس‌های تهران توسط «جواد مزدآبادی» کارگردانی شد. کارگردانی برخی سکانس‌های کیش نیز توسط «مجتبی چراغعلی» انجام پذیرفت. اهالی استان تهران در مدتِ پخش این سریال، با ارسال نزدیک به ۱۲ میلیون پیامک، در مسابقهٔ ویژهٔ این سریال تلویزیونی شرکت کردند.

## بازیگران
| بازیگر            | نقش      | توضیحات                        |
| ----------------- | -------- | ------------------------------ |
| مجید صالحی        | چاووش    | همسر صدف                       |
| امیر نوری         | ناظر‌کیفی | مهماندار هتل                   |
| رضا ناجی          | حشمت     | رئیس رستوران، پدر پری، عمو     |
| مصطفی راد         | سیامک    | سرهنگ قلابی، دست های پشت پرده  |
| علی صادقی         | فرید     | رفیق پیام و چاووش              |
| الهام حمیدی       | پری      | دختر عمو حشمت                  |
| روناک یونسی       | مینو     | راننده مقصر تصادف              |
| زیبا بروفه        | صدف      | همسر چاووش                     |
| زهره حمیدی        | ملیحه    | مادر دانیال، مادر خواستگار پری |
| رضا بنفشه‌خواه     | منوچهر   | پدر چاووش                      |
| فرحناز منافی ظاهر |          | مادر چاووش                     |
| محمدرضا داوودنژاد | مظفر     | کارمند عمو امجد                |
| نیما شاهرخ شاهی   | پیام     | رفیق فرید و چاووش              |
| عباس محبوب        | دایی     | دایی فرید                      |
| رضا رویگری        |          | پدر پیام                       |
| مهوش وقاری        |          | همسر امجد، زن عمو صدف          |
| بهزاد رحیم‌خانی    | امجد     | عمو صدف                        |
| سید جواد هاشمی    |          | پلیس کلانتری کیش               |
| حسن اسدی          | دلاور    | پلیس کلانتری کیش               |
| فاطمه شکری        |          | مادر فرید                      |
| علی کاظمی         |          | راننده قایق                    |

## عوامل تولید
- کارگردان: مجید صالحی
- دستیار کارگردان: امیر نوری[۶]
- فیلمنامه: امیرعباس پیام
- مشاور فیلم‌نامه: رضا عطاران
- تدوین: نیما جعفری جوزانی[۱]
- صداگذار: مهرداد جلوخانی[۱]
- موسیقی: حمیدرضا صدری[۱]
- خوانندهٔ تیتراژ: رضا صادقی
- مدیر تصویربرداری: مرتضی غفوری و عبدالله عبدی‌نسب[۱]
- نورپرداز: محمد نعمتی[۱]
- صدابردار: کامران کیان‌ارثی[۱]
- عکاس: حامد کریم‌زاده[۱]
- تهیه‌کننده: سیدمحمود رضوی
- مدیر تولید: حسن مصطفوی[۶]
- مدت زمان: ۶۷۵ دقیقه
- تعداد قسمت‌ها: ۱۵ قسمت
- محصول: شبکه تهران
- سال تولید و پخش: ۱۳۹۰–۱۳۸۹